# Jean-Baptiste-Camille Corot
Jean-Baptiste Camille Corot, francoski slikar, * 16. julij 1796, Pariz, Francija, † 22. februar 1875, Pariz.
Znan je bil kot pomemben slikar krajine in eden glavnih predstavnikov Barbizonske šole. 

## Življenje
Camille Corot je prišel iz okoliščin srednjega razreda. Njegova mati je bila uspešna modistka. Rojen v Parizu, je najprej živel z dojiljo na podeželju. Po obisku pariškega internata je obiskoval srednjo šolo v Rouenu in opravil vajeništvo kot trgovec s tkaninami. V tem času je živel pri družini Sennegon  v Bois-Guillaumeu, s katerimi je bil oče prijatelj. Hišni sin se je kasneje poročil s Corotovo sestro Annette Octavio. Pri 26 letih se je odrekel nepriljubljenemu poslu in se lotil umetniške kariere. Njegova najstarejša dela so krajinske slike manjšega formata iz avgusta 1822. Nato je postal učenec Jean-Victorja Bertina, velikega predstavnika klasičnega krajinskega slikarstva. Leta 1825 je odpotoval v Rim in tri leta slikal v Campagna Romani. Nazaj v Pariz se je preselil v atelje na Rue Voltaire. Peš se je odpravil tudi po Franciji, na Nizozemsko in v Švico. Od leta 1827 je redno sodeloval na Pariškem salonu.
Še posebej v poznejšem življenju je Corot velik del pozornosti namenil dobrodelnosti. Njegov ogromen komercialni uspeh, ki ga je med drugim povečal s prefinjenim trženjskim konceptom svojih del, se je lotil širokega družbenega udejstvovanja. V umetniškem okolju je Corot priredil delavnice za mlajše kolege. Njegova najpomembnejša učenca sta bila Berthe Morisot in Camille Pissarro. Večkrat je daroval velike vsote za revne Parižane. Leta 1872 je Corot kupil hišo za revnega in zdaj slepega Honoré Daumierja. Leta 1875 je  Milletvi vdovi podaril 10.000 frankov, da je lahko zagotovila preživetje svojih otrok. Poleg tega je Corot podpiral vrtec v pariški ulici Rue Vandrezanne.
Leta 1846 je bil imenovan za viteza  reda legije časti, leta 1867 za častnika. Nazadnje je Corot živel na številki 56 pariške Rue du Faubourg Poissonnière. Corot je ostal neporočen in brez otrok. Germain Bazin je leta 1942 zapisal: »Ni mu treba živeti v mesu in krvi in slediti temnemu nagonu, ki je skupen vsem človeškim bitjem«. Njegovi posmrtni ostanki so pokopani na pariškem pokopališču Père Lachaise

## Dosežki
Corot je v Italiji našel svojo krajinsko sliko s svobodno, a tesno kompozicijo in umirjeno barvo, ki jo je po letu 1850 razvil v čisto razpoloženjsko sliko. Bil je eden glavnih predstavnikov Barbizonske šole, ki so ji pripadali tudi Théodore Rousseau, Charles-François Daubigny in Jean-François Millet. V poznih letih je bil kot Père Corot očetovski lik pariške umetniške scene in je veljal za vodilnega slikarja krajine v Franciji. Njegova sodobnika sta William Turner in John Constable. Poleg krajinskega slikarstva, ki ima pogosto presenetljive podobnost s skupno novo nastajajočo fotografijo, je Corot ustvaril tudi portrete žensk.
Corot je odločilno vplival na razvoj impresionizma. Več znanih slikarjev se je sklicevalo na Corota ali so se opisali kot njegovi učenci, kot so Eugène Boudin, Stanislas Lépine, Antoine Chintreuil, François-Louis Français, Berthe Morisot, Charles Le Roux in Barthelemy Menn.

## Ponaredki
Camille Corot je med najbolj ponarejanimi umetniki na svetu. Deloma je to posledica njegove radodarnosti: veliko svojih slik je podaril in zapustil, ne da bi o tem vodil zapise. Nekaj slik je pustil tudi prijateljskim umetnikom, da so jih kopirali. V poznih letih, ko je postal slaven, so se okoli njega zbrali revni umetniški prijatelji, ki jim je priskočil na pomoč s spreminjanjem enega in istega motiva v svojem studiu. Tudi s svojimi podpisi jih ni vedno natančno prevzel. Svoja dela je imel brez podpisa, popravljal je dela sodelavcev in jih na njihovo željo podpisal. Po drugi strani pa so trgovci z umetninami njegova dela podpisali sami . Po mnenju FAZ-jevega kritika Niklasa Maaka se je Fernand Léger postaral, ko je zaslužil s »petindvajset lažnimi Coroti«, ki jih je naslikal . Corot se je nekoč norčeval: »Od 1500 slik, ki sem jih naslikal, jih je 3000 v Ameriki.«
Izjemna Corotova produktivnost in raznolikost njegovega sloga sta pomagala otežiti odkrivanje ponaredkov. Njegova priljubljenost med ameriškimi zbiralci umetnosti jim je pomagala hitro in na široko se namnožiti. 

## Dela
- Most v Narni – Avgustov most čez Nero, (Pariz, Musée du Louvre), 1826, olje na platnu, 34 × 48 cm
- Kolosej in Farnesejski vrtovi v Rimu (Pariz, Musée du Louvre), 1826, olje na platnu, 30,5 × 48 cm
- Albanka (L'Albanaise) razstavljena v New Yorku v Brooklynskem muzeju
- Forum in Farnesejski vrtovi v Rimu (Pariz, Musée d'Orsay), 1826, olje na platnu, 28,8 × 50,4 cm
- Castelgandolfo (Budimpešta, Szépművészeti Múzeum), c. 1826, olje na platnu, 36,3 × 28,3 cm
- Ženska z mandolino (Pariz, zasebna zbirka), 1826–28, olje na platnu, 34 × 26 cm
- Italijanka s vrčem (Pariz, zasebna zbirka), 1826-28, olje na platnu, 23 × 30 cm
- Katedrala v Chartresu, 1830 (Musee du Louvre, Pariz, zbirka Moreau-Nelaton)
- Honfleur - Kalvarija na Côte de Grâce (Pariz, zbirka Renand), okoli leta 1830, olje na platnu, 30 × 42 cm
- Fontainebleauški gozd (Pariz, zbirka Renand), 1830–35, olje na platnu, 48 × 59 cm
- Počitniške hiše z mlinom na bregu reke (Pariz, Musée Cocnacq-Jay), 1831, platno, olje, 53 × 54 cm
- Portret Octavie Sennegon (Pariz, zbirka Renand), 1833, olje na platnu, 35 × 29,5 cm
- Mesto in jezero Como (Pariz, zbirka Peytel), 1834, platno, olje, 29,5 × 42 cm
- Genova (Chicago, Art Institute), 1834, olje na platnu
- Jutro v Benetkah (Moskva, Puškin muzej), 1834, olje na platnu, 27 × 40 cm
- Pogled na Firence z Giardino di Boboli (Pariz, Musée du Louvre), po letu 1834, olje na platnu, 51 × 73,5 cm
- Sedeča ženska z golo dojko (Pariz, kolekcija Renand), c. 1835, olje na plošči, 24 × 18,5 cm
- Hagara v puščavi (Pariz, zbirka Renand), 1835, olje na platnu, 41 × 32 cm
- Pogled na Villeneuve-Lés-Avignon (Reims, Musée des Beaux Arts), 1836, olje na platnu, 38,3 × 56 cm
- Avignon z zahoda (London, National Gallery), 1836, olje na platnu, 34 × 73,2 cm
- Portret gospe Charmois (Pariz, Musée du Louvre), 1837, olje na platnu, 43 × 35 cm
- Château de Rosny (Pariz, Musée du Louvre), 1840, olje na platnu, 24 × 35 cm
- Madame Legois (Dunaj, Avstrijska galerija, št. 2413), c. 1840–45, olje na platnu, 55 × 40 cm
- in druge

## Razstave
- 2004 Hrepenenje po Italiji. Corot in zgodnje pleneristično slikarstvo 1780-1850. Hrsg Felix Baumann, Baden, Muzej Langmatt. Katalog razstav Braus, Heidelberg 2004. ISBN 3-89904-104-6
- 2012 Camille Corot. Narava in sanje. Karlsruhe, Staatliche Kunsthalle. Katalog razstav, Kehrer, Heidelberg 2012. ISBN 978-3-86828-332-7
- 2017 Camille Corot. Pesnik pokrajine. Aachen, muzej Suermondt Ludwig

## Počastitve
Asteroid (6672) Corot nosi njegovo ime.